# هيليون (فيزياء)
الهيليون ( helion) هو نواة ذرة الهيليوم ، وهو كاتيون ذو شحنتين موجبتين ة 2، حيث تحوي نواته على 2 بروتون. مصطلح الهيليون هو عبارة عن اختصار لمصطلحي الهيليوم والأيون ، ويشير عمليًا على وجه التحديد إلى نواة نظير الهيليوم -3 ، التي تتكون من بروتونين ونيوترون واحد . تسمى نواة النظير المستقر الآخر للهيليوم ، الهيليوم-4 ، والذي يتكون من بروتونين واثنين من النيوترونين ، جسيم ألفا .
كتلة الهيليون: 3,014 932 247 175  u (وحدة كتل ذرية)
وكتلته بالكيلوجرام: 5,006 412 7796 · ×10−27 kg
الجسيم المضاد له هو مضاد الهيليون ، ويتكون من اثنين من البروتونات المضادة ومضاد النيوترون.